# Meister Éva
Meister Éva (Olthévíz, 1956. május 2. –) erdélyi származású magyar színművész, rendező. Magyar Művészetért Ex Libris-díjas, a Magyar Kultúra Lovagja cím birtokosa, EMKE-életműdíjas. Szépanyja anyai nagyapai ágon Gálffy Mária, Gálffy Mihály székely vértanú húga volt.

## Élete

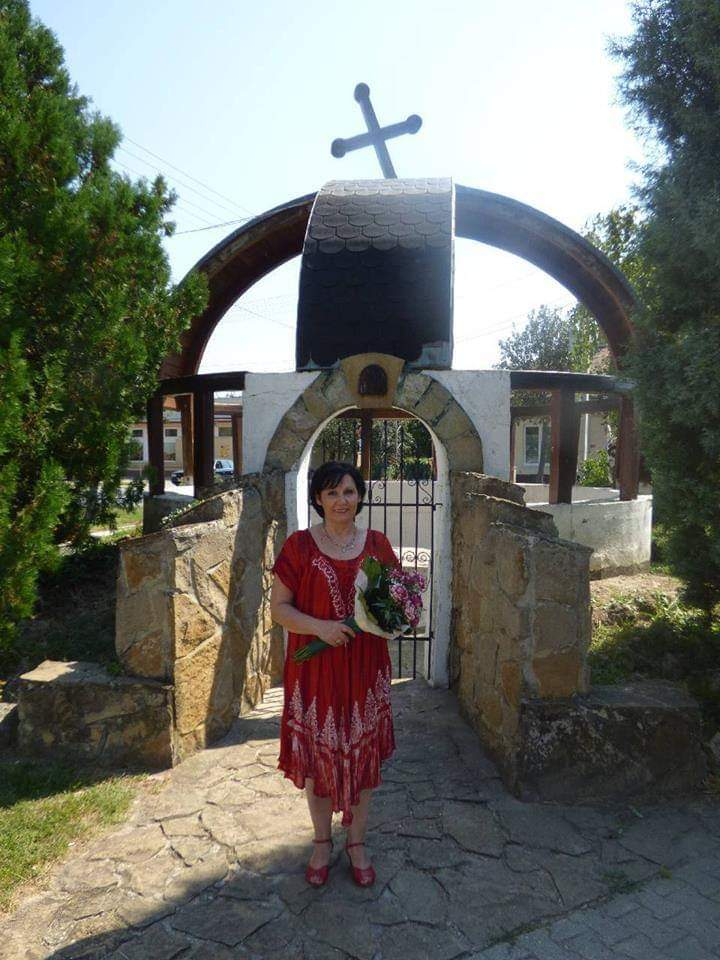
Ercsiben, 2018. augusztus 20-án

Édesapja Erdélyben körzeti orvos, édesanyja pedagógus volt. Magyar–szász–székely felmenői között több művész is akadt. Sepsiszentgyörgyön járt a református Székely Mikó Kollégiumba, ahová korábban édesapja is, majd a brassói magyar gimnáziumban érettségizett. Megfordult a fejében a jogi pálya is, de aztán száz közül elsőként felvették a marosvásárhelyi Szentgyörgyi István Színművészeti Intézetbe. Diplomázása után a Marosvásárhelyi Nemzeti Színház tagja lett. Férjhez ment Molnár H. Lajos íróhoz. Gyermekeikː Magor, Móricz Zsigmond-ösztöndíjas költő, folyóirat-szerkesztő és Boglárka, szerkesztő-riporter, dokumentum- és rövidfilmrendező. 1987-ben a romániai üldöztetés elől családjával Magyarországra menekült. A szolnoki Szigligeti Színházban kezdett dolgozni, ahol férje dramaturg lett. Egy évad után, magyarsága miatt, a liberális vezetés az utcára tette. Tíz évig vezette a Kölyök Színpadot, ahol gyerekszínészekkel rendezett darabokat, gyerekeknek. Emellett drámajátékot, színjátszást, beszéd- és mozgásgyakorlatot, vers- és prózamondást tanított az ország legnagyobb színjátéktanszékkel működő művészeti iskolájában, a Teátrumban. Sok növendéke nyert dráma- és színjátékversenyeket, valamint városi, megyei, országos szavalóversenyeket. Miután megszüntették az iskolát, létrehozta a Stúdió-M amatőr ifjúsági és felnőttszínházat, amit három évig vezetett. 1989 óta szabadfoglalkozású színművészként – intézmény és támogatottság nélkül – egyéni előadásaival járja a Kárpát-medence magyar településeit és a külföldön élő magyar közösségeket.

### Főbb szerepei Marosvásárhelyen
- Anya (Federico García Lorca: Vérnász. R: Kincses Elemér)
- Halál (Lorca: Vérnász. R: Kincses Elemér)
- Doktornő (Dumitru Radu Popescu: Andilandi. R: Gergely Géza)
- Janice Veckery (Paul Zindel: A gammasugarak… R: Szabó József)
- Feleség (Tomcsa Sándor: Kánikula. R: Gergely Géza)
- Maricica Tunsu (Aurel Baranga: Közvélemény. R: Gergely Géza)
- Mári néni (Kodolányi János: Földindulás. R: Csorba András)
- Mici (Tudor Mușatescu: Szélkakas. R: Hunyadi András)
- Riporternő (Romulus Guga: Egy öngyilkos világa. R: Dan Alecsandrescu)
- Újságírónő (Csávossy György: Év végi négykezes. R: Hunyadi András)
- Izidóra (Katona József: Bánk bán. R: Kincses Elemér)
- Bolette (Henrik Ibsen: A tenger asszonya. R: Dan Alecsandrescu)
- Vera – tévéfilm (Szíjgyártó S. Sándor: Akácfa út 92. R: Kovács Levente)
- Klárika (Méhes György: Duplakanyar. R: Hunyadi András)
- Énekesnő – zenés darab (Emlékek Kávéháza. R: Kovács Levente)
- Arany Hédi – musical (Szép Ernő: Lila ákác. R: Kovács Levente)
- Pattanó Rozi – musical (Tersánszky Józsi Jenő: Kakuk Marci. R: Kovács Levente)
- Linka – musical (Tersánszky: Kakuk Marci. R: Kovács Levente)
- Vivie (G. B. Shaw: Warrenné mestersége. R: Dan Alecsandrescu)

### Szerepei Budapesten és a Kárpát-medencében
- Bethlen Kata (Kocsis István: Árva Bethlen Kata, monodráma, R: Meister Éva, 1999)
- Bolyai Jánosné, kibédi Orbán Róza (Kocsis István: A kitüntetés, R: Meister Éva, 2022)
- Jolka (báró Kemény János – Medgyessy Éva: Víziboszorkány, monodráma, R: Meister Éva, 2023)

## Előadásai

### A marosvásárhelyi Szentgyörgyi István Színművészeti Intézetben
- Kánikula – 1977. 06. 02.
- 1907 (versműsor) – 1977. 04. 29.
- Közvélemény – 1978. 11. 03.
- Vérnász – 1978. 12. 07., 1979. 05. 27.
- Földindulás – 1979. 02. 02.
- Csapodár madárka – 1979. 04. 19.

### A Marosvásárhelyi Nemzeti Színházban
- A gammasugarak hatása a százszorszépekre – III. éves m. v. – 1978. 02. 24.
- Balgák a holdfényben – 1979. 09. 21.
- A szélkakas – 1979. 06. 30.
- A tenger asszonya – 1980. 06. 25.
- Bánk bán – 1981. 06. 05.
- Lila ákác – 1981. 10. 11.
- Év végi négykezes – 1981. 01. 30.
- Duplakanyar – 1982. 03. 05.
- Csillag a máglyán – 1982. 05. 28.
- Egy öngyilkos világa – 1983. 02. 04.
- Egy roppant kényes ügy – 1983. 12. 16.
- Az emlékek kávéháza – 1983. 12. 28.
- Kakuk Marci – 1984. 07. 11.
- Warrenné mestersége – 1987. 05. 30.

### A szolnoki Szigligeti Színházban

#### 1988–1989-es évad
- Caligula helytartója
- Marica grófnő
- A kastély
- C. kisasszony szenvedései

## Rendezéseiés dramatizálásai – Magyarországon
- 1. Kocsis István: Árva Bethlen Kata – monodráma, 1999

### Kölyök Színpad
- 2. Üzenet – musical, 1997
- 3. Itt járt Mátyás király – zenés gyermekbohózat, 1999
- 4. Trón alatt a király – mesejáték, 2001
- 5. A szépség és a szörnyeteg – zenés mesejáték, 2002
- 6. Óz, a csodák csodája – mesejáték, 2003
- 7. Csongor és Tünde – mesedráma, 2004
- 8. A pofon – zenés vígjáték, 2006
- 9. Kádár Kata – ballada, zenés feldolgozás, 2006

### A „Stúdió-M” Ifjúsági- és Felnőtt Színházban
- 10. Móricz Zsigmond: Nem élhetek muzsikaszó nélkül (a 2008–2009-es évadban)
- 11. Hervay Gizella: Mikulás-mese (2008–2009-es évadban)
- 12. Robert Thomas: Nyolc nő (a 2009–2010-es évadban)

Budapest
- 13. Kocsis István: A kitüntetés (2022), Art's Harmony Stúdió
- 14. Medgyessy Éva: Víziboszorkány, monodráma (2023), MOM Kulturális Központ

## Önálló estek – 1989-től napjainkig
- 1. Csöndes kiáltvány a vesztesekért – zenés versszínház kortárs erdélyi költők verseiből, a menni-maradni kételyekkel
- 2. Árva Bethlen Kata – Kocsis István monodrámája
- 3. Kék Angyal – sanzonest (Marléne Dietrich életéről)
- 4. Psalmus Hungaricus – irodalmi, zenés összeállítás a magyarság közös szabadságharcairól, 1703-tól napjainkig
- 5. Vadrózsák – a székely néplélekről Kriza János „Vadrózsák” című gyűjteményéből, erdélyi népzenével, rádióműsor
- 6. A Tűz Márciusa – 1848-ra emlékezve
- 7. Trianoni harangok – a szégyenteljes diktátum napjára
- 8. Trianoni ének – a magyarság szülőföldjéről való elűzetéséről
- 9. Ez a világ olyan világ – arról a székely sorsról, amelyet írófejedelmeink, mint Wass Albert, Nyirő József oly sokszor és oly fájdalmas-gyönyörűen megírtak
- 10. Ima Magyarországért – századok imái, fohászai, himnuszai a nemzetért
- 11. Túl ötven erdőn – a trianoni diktátum után szétszakított magyarság életérzéséről, egyéni és kollektív tragédiákról
- 12. A magyarok vére – az 56-os szabadságharcunkra
- 13. Neveket akarok hallani – az 56-os szabadságharcunkra
- 14. Most már jöhetsz, Jézuska! – karácsonyi műsor az elfelejtett karácsony szellemében
- 15. Dalok, amiken felnőttünk – önvallomás három generáció magyar slágereivel
- 16. Magyar ének 1919-ben – a kommunizmus áldozatainak emlékére
- 17. Tangó, Cseh Tamás-est
- 18. Gulág – a magyarok temetője
- 19. Kegyelem, zenés irodalmi műsor – az Erdélyi Helikon költői istenes versei[3]
- 20. Erdély lelke, Nyirő József–Tamási Áron–Wass Albert műveiből, az erdélyi ember lelkiségéről
- 21. Víziboszorkány – monodráma, írta Medgyessy Éva, Kemény János regénye alapján

## Díjai
- Magyar Művészetért Ex Libris-díj (2015, Gubcsi Lajos)[4]
- A Magyar Kultúra Lovagja (2019, Falvak Kultúrájáért Alapítvány)
- Prima díj (2020, jelölés a Jász-Nagykun-Szolnok megyei területi listán)
- Magyar Művészetért Díj (2023)
- EMKE-életműdíj (2023)[5]